# L'Atlantide (film 1992)
L'Atlantide è un film del 1992 diretto da Bob Swaim.
Il soggetto è basato sul romanzo fantastico L'Atlantide di Pierre Benoît.

## Trama
Un ex ufficiale della Legione straniera, Morhange, va alla ricerca del suo amico St. Avit disperso nel deserto del Sahara, dal quale riceve uno strano disegno con inciso un simbolo a forma di croce e il nome Antinea. Nella sua ricerca scopre una città in rovina abitata da un popolo sconosciuto, ove regna Antinea, una misteriosa e attraente regina di un'antica dinastia.